# 전영 (안무가)
전영(1989년 5월 23일 ~ )은 대한민국의 안무가다.

## 방송
- 피지컬: 100 (2023) - Top100

## 영화
- 곡성 (2016) - 안무 트레이너
- 무서운 이야기 3: 화성에서 온 소녀 (2016) - 안무책임
- 부산행 (2016) - 은색양복 역, 바디 트레이너
- 염력 (2018) - 안무
- 죄 많은 소녀 (2018) - 안무
- 클로젯 (2020) - 안무지도
- 반도 (2020) - 안무
- 방법: 재차의 (2021) - 안무가
- 외계+인 1부 (2022) - 외계인 모션, 안무

## 뮤직비디오
- 박재범, Ugly Duck <우리가 빠지면 PARTY가 아니지> (2016)